# Solange Ghernaouti
Solange Ghernaouti (Blida, 5 dicembre 1958) è un'informatica svizzera.
È professoressa presso l'Università di Losanna (UNIL) ed esperta internazionale in materia di sicurezza informatica e ciberdifesa, collabora regolarmente con varie istituzioni governative delle Nazioni Unite, europee, nonché con le imprese private.

## Biografia
Si tratta della prima insegnante donna all'HEC Lausanne e nel 1987 Solange Ghernaouti è membro dell'Accademia svizzera delle scienze tecniche. Conduce il Swiss Cybersecurity Advisory and Research Group (SCARG), che ha creato e il gruppo di ricerca in scienza della complessità presso l'università. Ha sviluppato un approccio innovativo ed interdisciplinare di Sicurezza Digitale che serve individui, organizzazioni e stati a livello strategico e operativo.
Inoltre è autrice di numerosi libri tecnici divulgativi e pubblicazioni scientifiche sui temi delle telecomunicazioni, il controllo dei rischi informatici e del crimine informatico.

## Riconoscimenti
- Ex sindaco della IHEDN (decreto dell'8 gennaio 2014)[5]
- Cavaliere dell'Ordine della Legion d'onore[6] (decreto 31 dicembre 2013)[7]
- Riserva tenente colonnello nella gendarmeria nazionale francese
- Membro dell'Accademia svizzera delle scienze tecniche (dal 2013)
- Classificata tra le 20 donne che compongono la Svizzera da Bilan (2012)[8]
- Classificata tra le 100 donne più potenti in Svizzera per la rivista Women in Business (2012)
- Classificata tra i 100 personaggi pubblici che fanno Svizzera Romandia per l'Hebdo (2011)[9]
- Classificata tra i 300 personaggi più influenti in Svizzera da Bilan (22 giugno 2011)

## Varie
- Membro associato del Geneva Centre for Security Policy[10]
- Membro del comitato scientifico del Forum internazionale sulla tecnologia e la sicurezza (dal 2015)[11]
- Partner per il progetto europeo E-Crime[12] e Prismacloud[13] (rispettivamente dal 2014 e 2015)[14]
- Presidente della Commissione Sociale dell'Università di Losanna (dal 2006)[15]
- Presidente della fondazione Erna Hamburger (dal 2012)[16]
- Partecipante al progetto europeo Secure Communication based on Quantum Cryptography (2004-2008)[17]

## Pubblicazioni
- S. Ghernaouti, Sécurité informatique et réseaux, 4ª edizione, Dunod 2013 (prima edizione 2006)
- S. Ghernaouti, CYBERPOWER: Crime, Conflict and Security in Cyberspace, Presses polytechniques et universitaires romandes 2013
- S. Ghernaouti & A. Dufour, “Internet” – Que sais-je ?, 11 ° edizione, Presses universitaires de France 2012
- I. Tashi & S. Ghernaouti-Hélie, Information security evaluation : a holistic approach, Presses polytechniques et universitaires romandes 2011
- S. Ghernaouti, A Global Treaty on Cybersecurity and Cybercrime: A Contribution for Peace, Justice and Security in Cyberspace, 2nd edition, Cybercrimedata 2011 (prima edizione 2009)
- R. Berger & S. Ghernaouti-Hélie, Technocivilisation : pour une philosophie du numérique, Focus Sciences, Presses polytechniques et universitaires romandes 2010
- S. Ghernaouti, Cybersecurity Guide for Developing Countries, 3ª edizione riveduta e ampliata, ITU 2009 (prima edizione 2006)
- S. Ghernaouti, Stratégie et ingénierie de la sécurité des réseaux, InterEditions 1998
- S. Ghernaouti & A. Dufour, Enterprise Networks and Telephony from technologies to business strategy, Springer-Verlag 1998
- C. Servin & S. Ghernaouti, Les hauts débits en télécoms, InterEditions 1998
- S. Ghernaouti & A. Dufour, Réseaux locaux et téléphonie, Masson 1995
- S. Ghernaouti, CLIENT / SERVEUR. Les outils du traitement, Réparti coopératif, Masson1993
- S. Ghernaouti, Réseaux, applications réparties normalisées, Eyrolles 1990